# Ворарефилия
Ворарефилията е парафилия, характеризираща се с еротичното желание на някого да бъде изяден или понякога лично да консумира друго лице или същество или еротично привличане към процеса на ядене като цяло. Тъй като ворарефилните фантазии обикновено не могат да се осъществяват в действителност, те често се изразяват в истории или рисунки, споделени в интернет. Думата vorarephilia произлиза от латинското vorare (да „погълнеш“ или „погълнат“) и старогръцкото φιλία (филия, „любов“).
Фантазията обикновено включва жертвата да бъде поглъщана цяла, въпреки че жертвите се дъвчат и храносмилането може да бъде или да не бъде включено. Умствените фантазии са отделени от сексуалния канибализъм, защото живата жертва обикновено се поглъща цяла. Понякога консуматорите са хора, но в тези фантазии често се появяват и антропорморфизирани животни, нормални животни, дракони и огромни змии. Ворарефилите понякога предпочитат да разграничават слаба и силна болка. Слаба болка означава, че жертвата е поглъщана цяла и жива и може да се върне в случай на „нефатален“ сценарий, докато при силна болка жертвата преминава през по-зловещ, реалистичен процес на храносмилане.
Ворарефилията най-често се проявява на картинки, истории, видеоклипове и видеоигри и може да се появи в масовите медии. В някои случаи ворарефилията може да бъде описана като вариация на макрофилия и може да се комбинира с други парафилии. Отделно от макрофилията, фантазиите на болката често имат теми за БДСМ, микрофилия, фетишизъм на бременността, коварен фетишизъм и сексуален канибализъм.
Един анализ на случайните изследвания, свързва фантазията със сексуалния мазохизъм и предполага, че тя може да бъде мотивирана от желание да се слее с мощна друга или трайна самота. След като няма известно лечение за ворарефилите, психолозите от Център за наркомании и психическо здраве в Торонто препоръчват да се опитва да се „коригира, а не да променя или потиска“ сексуалния интерес. При необходимост може да се използват лекарства за намаляване на либидото.